# Mark Tyndale
Mark Tyndale (Filadelfia, Pensilvania, 4 de enero de 1986) es un exbaloncestista estadounidense. Con 1,96 metros de estatura, jugaba en la posición de escolta. Desde 2019 es entrenador asistente en los Toronto Raptors.

## Trayectoria deportiva

### Universidad
Jugó cuatro temporadas con los Owls de la Universidad de Temple, en las que promedió 14,4 puntos, 6,1 rebotes y 3,1 asistencias por partido. En su última temporada fue incluido en el segundo mejor quinteto de la Atlantic 10 Conference, y recibió el Trofeo Robert V. Geasey junto a Pat Calathes como mejor jugador de la Philadelphia Big 5.

### Profesional
Tras no ser elegido en el Draft de la NBA de 2008, fichó por los Adelaide 36ers de la liga australiana, pero regresó a su país en el mes de noviembre. En marzo de 2009 fichó por los Iowa Energy de la NBA D-League hasta final de temporada, disputando 16 partidos en los que promedió 11,1 puntos y 4,6 rebotes. Renovó por una temporada, disputándola entera, mejorando sus promedios hasta los 12,3 puntos y 3,6 rebotes por partido.
En 2010 fichó por el Telekom Baskets Bonn de la liga alemana, con los que disputó una temporada en la que promedió 7,0 puntos y 3,2 rebotes por partido. En 2012 jugó en el BC Dnipro de Ucrania y en los Sundsvall Dragons de Suecia, regresando posteriormente a su país para fichar por los Sioux Falls Skyforce de la D-League, quienes en febrero de 2013 lo traspasaron a los Maine Red Claws. donde acabó la temporada promediando 9,5 puntos, 5,7 rebotes y 1,9 robos de balón, que le sirvieron para ser incluido en el segundo mejor quinteto defensivo de la NBA D-League.
En 2012 y 2013 jugó en la Liga Leumit, la segunda división del baloncesto israelí, en el Ironi Ramat Gan y el Elitzur Yavne B.C., En octubre de 2015 fue elegido en la tercera ronda del Draft de la NBA D-League por los Reno Bighorns, donde en su primera temporada promedió 4,6 puntos y 5,9 rebotes por partido.